# Abaxitrella
Abaxitrella is een geslacht van rechtvleugeligen uit de familie krekels (Gryllidae). De wetenschappelijke naam van dit geslacht is voor het eerst geldig gepubliceerd in 2002 door Gorochov.

## Soorten
Het geslacht Abaxitrella  is monotypisch en omvat slechts de volgende soort:
- Abaxitrella hieroglyphica (Gorochov, 2002)